# 88
Cette page concerne l'année 88  du calendrier julien. Pour l'année 88 av. J.-C., voir 88 av. J.-C. Pour le nombre 88, voir 88 (nombre).
L'année 88 est une année bissextile qui commence un mardi.

## Événements
- 9 avril : début du règne de l'empereur Han de Chine Hedi (fin en 106)[1].
- 13 septembre : célébration des jeux séculaires à Rome[2].
- Automne, guerre de Dacie : victoire de Lucius Tettius Julianus à Tapae sur les Daces, qui sont repoussés de l’autre côté du Danube[3]. La capitale de Décébale, Sarmizegetusa, ne peut être prise.

- Élection à Rome du pape Clément Ier (fin en 97)[4].
- Le général chinois Ban Chao soumet Yarkand et arrête l’intervention des Indo-Scythes (Kusana) au Tarim[5].

## Naissances en 88
- Marcion, penseur religieux originaire d'Asie Mineure.

## Décès en 88
- Valerius Flaccus, poète épique (les Argonautiques).
- Han Zhangdi, empereur de Chine.